# Słupeckie Towarzystwo Społeczno-Kulturalne
Słupeckie Towarzystwo Społeczno-Kulturalne – organizacja, założona 2 marca 1983 roku w Słupcy Jej cele statutowe to upowszechnianie i propagowanie wiedzy o Słupcy, jej historii, dziedzictwie jej mieszkańców oraz działania w sferze kultury. Pierwszym prezesem Stowarzyszenia był Roman Lewandowski, a w 1993 roku zastąpił go Maciej Nowacki. Od 2010 roku prezesem jest Teresa Więckowska. Członkiem Towarzystwa był m.in. Marian Jarecki.

## Działalność
Towarzystwo było m.in. organizatorem obchodów setnej rocznicy urodzin związanego ze Słupcą kompozytora Apolinarego Szeluty oraz 700-lecia nadania Słupcy praw miejskich. Zainicjowało także działania zmierzające do ochrony pozostałości słupeckich murów miejskich oraz innych materialnych śladów dawnej Słupcy. Członkowie Towarzystwa sprawują opiekę nad zabytkowymi oraz ważnymi dla historii miasta nagrobkami na słupeckim cmentarzu. Inną formą działalności członków Stowarzyszenia jest spisywanie wspomnień starszych mieszkańców miasta. Członkowie STSK byli inicjatorami powołania w Słupcy Uniwersytetu III Wieku.

## Publikacje
- Apolinary Szeluto - w 100 rocznicę urodzin (Krystyna Winowicz, Słupca 1984)
- Dzieje Słupcy - materiały wybrane (Narcyz Gieryń, Słupca 1988)
- Słupca wobec wydarzeń 1863 roku (Bogna Wojciechowska, Słupca 1988)
- Trasy turystyczne Słupcy i okolic (red. Zdzisław Wyszyński)
- Dzieje Słupcy (red. Bolesław Szczepański, Poznań 1996)
- Ku wolnej Polsce - z dziejów słupeckiego obwodu POW (Bogna Wojciechowska, Poznań 1997)
- Aby pamięć nie zaginęła (Marian Jarecki, Piła 2001)
- Bolszewicy pod Strzałkowem (Bogna Wojciechowska, Poznań 2001)

Staraniem Towarzystwa wydawany był także kwartalnik społeczno-kulturalny „Wiadomości Słupeckie”, który w roku 2001 przekształcono w wydawnictwo „Zeszyty Słupeckie”, stanowiące minimonografie, przedstawiające pojedyncze zagadnienia związane z miastem.